# Kultur- und Militärmuseum Grafenwöhr
Das Kultur- und Militärmuseum befindet sich in Grafenwöhr. Träger des Museums ist der Heimatverein Grafenwöhr e. V. 1892. Nach einem Umbau im Jahr 2015 liegt der Schwerpunkt der Kulturausstellung auf der Geschichte der Stadt Grafenwöhr und ihrer Entwicklung durch den Truppenübungsplatz. Von der Stadtgründung über den Ersten Weltkrieg, die Inflation und den Zweiten Weltkrieg, zeichnet die Dauerausstellung außerdem ein umfassendes Bild vom Zusammenleben mit den Angehörigen der US-Armee, vom Kalten Krieg bis heute. Die Militärabteilung widmet sich der Gründung und dem Bau des Truppenübungsplatzes, seiner Entwicklung und Erweiterung bis zum Zweiten Weltkrieg sowie verschiedener Militäruniformen und ihrer Bedeutung.

## Geschichte
Die Geschichte des Museums lässt sich bis in das Jahr 1932 zurückverfolgen. Bereits damals war im „Alten Pfarrhof“ ein Heimatmuseum eingerichtet, während des Zweiten Weltkriegs wurde das Gebäude jedoch durch eine Bombardierung beschädigt, und einige Museumsstücke gingen verloren.
1956 wurde das Museum im „Kastenhaus“ der Stadt Grafenwöhr neu eröffnet und nach und nach erweitert, bis es das ganze Gebäude in Anspruch nahm.
Auf Empfehlung der Landesstelle für die nichtstaatlichen Museen in Bayern wurde das bestehende Museum um eine wehrkundliche Sammlung erweitert. Der Heimatverein übernahm die Trägerschaft, und so wurde 1989 in einem Neubau die Ausstellung „Geschichte des Truppenübungsplatzes Grafenwöhr“ eröffnet. 1990 wurde das Angebot um die Ausstellung „Vom Bunten Rock zum Kampfanzug“ erweitert und das Heimatmuseum in „1. Oberpfälzer Kultur- und Militärmuseum“ umbenannt.
1992 wurde das Kastenhaus renoviert und das Museum um die Ausstellung „Alltagsleben in der Oberpfalz“ nochmals erweitert. Seit 1998 gibt es zusätzlich ein „begehbares Depot“. Hier werden Geräte aus Landwirtschaft und Handwerk gezeigt.
2015 wurde die Kulturausstellung neu ausgestattet und zeigt nun die Stadtgeschichte und das Zusammenleben mit den US-Soldaten. Der Name des Museums wurde in "Kultur- und Militärmuseum Grafenwöhr" geändert.
Ein Raum des Museums steht für wechselnde Sonderausstellungen zur Verfügung, die regelmäßig angeboten werden.

## Ausstellungen

### Kulturabteilung
- Raum 1 „Stadtgeschichte - von der Gründung bis 1900“
- Raum 2 "Kulturgeschichte mit Religion, Vereinsleben, Wirtschaft, Stadtgeschichte bis 1933"
- Raum 3 "1933-1945 Der Zweite Weltkrieg in all seinen Facetten"
- Raum 4 "Das Zusammenleben mit den US-amerikanischen Soldaten bis heute"

### Militärabteilung
- Der Truppenübungsplatz Grafenwöhr – ein Brennspiegel der Geschichte
- Soldatenleben – Faszination und Schicksal